# Skeleton na ZOI 2010.
Natjecanje u skeletonu na ZOI 2010. održavala su se u Whistler Sliding Centru 18. i 19. veljače 2010. godine. Natjecanje su uključivala ukupno četiri trke u dva dana.

## Rezultati natjecanja
| Natjecanje      | Zlato                               | Zlato   | Srebro                      | Srebro  | Bronca                     | Bronca  |
| --------------- | ----------------------------------- | ------- | --------------------------- | ------- | -------------------------- | ------- |
| Muški skeleton  | Jon Montgomery Kanada               | 3:29.73 | Martins Dukurs Latvija      | 3:29.80 | Alexander Tretiakov Rusija | 3:30.75 |
| Ženski skeleton | Amy Williams Ujedinjeno Kraljevstvo | 3:35.64 | Kerstin Szymkowiak Njemačka | 3:36.20 | Anja Huber Njemačka        | 3:36.36 |

## Tablica medalja
| Plasman | Država     | Zlato | Srebro | Bronca | Ukupno |
| ------- | ---------- | ----- | ------ | ------ | ------ |
| 1.      | Kanada     | 1     | 0      | 0      | 1      |
|         | Australija | 1     | 0      | 0      | 1      |
| 3.      | Njemačka   | 0     | 1      | 1      | 2      |
| 4.      | Latvija    | 0     | 1      | 0      | 1      |
| 5.      | Rusija     | 0     | 0      | 0      | 1      |

## Vanjske poveznice
- Vancouver 2010. - Skeleton